# Ringwall Banzer Berg

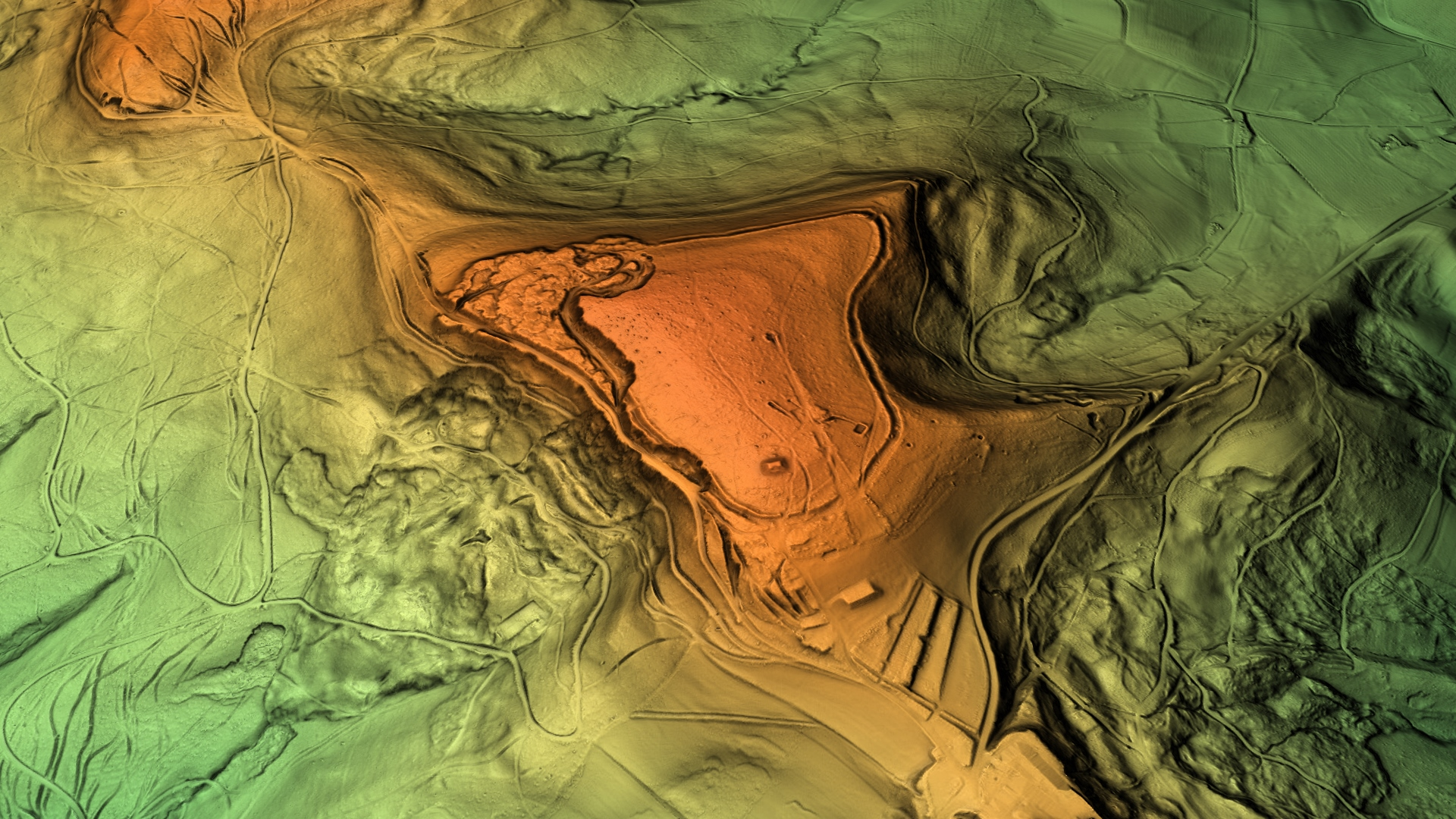
3D-Ansicht des digitalen Geländemodells

Der Ringwall Banzer Berg ist eine abgegangene frühmittelalterliche Befestigungsanlage auf der Kuppe des namensgebenden Banzer Berges, unmittelbar nördlich des Klosters Banz auf einer kleinen Bergkette zwischen den Tälern des Mains und der Itz. Er befindet sich etwa 4000 Meter nördlich der Stadt Bad Staffelstein im oberfränkischen Landkreis Lichtenfels in Bayern, Deutschland. Über diese Ringwallanlage sind keine geschichtlichen oder archäologischen Informationen bekannt, vom Bayerischen Landesamt für Denkmalpflege wird sie als frühmittelalterliche Befestigung bezeichnet und dürfte aufgrund der Konstruktionsmerkmale wohl in karolingischer Zeit erbaut und genutzt worden sein. Auf dieser Bergkette südlich des Ringwalls Banzer Berg lag im Bereich des heutigen Klosters bzw. Schlosses Banz die Burg Banz; etwa drei Kilometer nordnordwestlich liegt auf dem Kulch der Ringwall Kulch. Von den drei Befestigungsanlagen ist die Anlage auf dem Banzer Berg die älteste. Der westlich gelegene Burg Steglitz auf dem gleichnamigen Berg gehört dagegen zu einem Burgenbauversuch der Grafen von Andechs-Meranien im 13. Jahrhundert. Erhalten haben sich von der im Westen zerstörten Anlage Teile des Ringwalles mit Hanggräben und Außenwall.

## Geschichte
Die Befestigungsanlage wurde im Jahr 1969 durch Klaus Schwarz, den Leiter der Abteilung B für Vor- und Frühgeschichte des Bayerischen Landesamtes für Denkmalpflege, archäologisch untersucht. Bei diesen Ausgrabungen wurde eine zweiphasige Mauer entdeckt. In der ersten Bauphase war eine zweifrontige Holz-Erde-Mauer mit Steinverblendung errichtet worden, die allerdings wegen mangelnder Standfestigkeit an den Steilhängen in einer zweiten Phase durch eine in derselben Technik vorgeblendete Mauer verstärkt wurde. Diese von Klaus Schwarz ermittelte Konstruktion der Mauer wird in neuerer Zeit aber angezweifelt.
Schwarz sieht in der Anlage eine nordmainische Mittelpunktsburg des Banzgaues, die im Zuge des karolingischen Landesausbaues durch die Schweinfurter Grafen im 8./9. Jahrhundert errichtet wurde. Dies bestätigt auch der Fund einer Randscherbe aus derselben Zeit. Daneben befand sich auch in Altenbanz eine Eigenkirche der Schweinfurter, die spätestens während des 9. Jahrhunderts gegründet wurde. Auch verkehrstechnisch war der Platz der Befestigung gut gewählt, sie lag an der Kreuzung der beiden Altstraßen von Bamberg nach Erfurt und der von Frankfurt nach Böhmen führenden Königsstraße, die als recta strata 1195 bei Banz bezeugt ist.
Die Anlage wurde vermutlich während des 10. Jahrhunderts aufgegeben, als die Markgrafen von Schweinfurt eine neue Burganlage am südlichen Ende der Bergkette im Bereich des heutigen Klosters bzw. Schlosses Banz erbaut hatten.
Die frühere Ringwallanlage ist als Bodendenkmal D-4-5831-0056 „Ringwall des frühen Mittelalters“ vom Bayerischen Landesamt für Denkmalpflege erfasst.

## Beschreibung
Die Anlage mit einer Grundfläche von etwa 500 × 500 Metern befindet sich auf 447 m ü. NN Höhe und damit rund 190 Höhenmeter über dem Talgrund des Mains auf der grob dreieckigen Kuppe des Banzer Berges. Dieser fällt nach Norden, Osten und Westen steil zu den Nebentälern des Mains ab, nur an den Spitzen der Bergkuppe im Nordwesten sowie im Süden schließen sich einige Meter tiefer liegende und eingeschnürte Bergsattel an, auf die die weiteren Bergkuppen dieser Bergkette folgen. Der rund zehn Hektar große Ringwall, dessen Form sich einer Glocke nähert, wurde in seinem Westteil durch einen Steinbruch völlig zerstört, im Süden, an der Spitze der Glocke, ist er durch mehrere rezente Durchbrüche unterbrochen, die wohl ebenfalls in Zusammenhang mit den Steinbrucharbeiten stehen. Im Nordost-, Ost- und Südostteil ist der Wall gut erhalten, er liegt auf dem Rand der natürlichen Geländestufe der Kuppe. Ihm ist fünf bis sieben Meter tiefer gestaffelt an der Außenseite ein Hanggraben vorgelagert, vor dem sich wiederum ein Wall befindet. Dieser ist vor allem an der Nordseite, der Mitte der Ostseite und an der Nordostspitze noch gut erkennbar. Der frühere Zugang ist nicht mehr sicher lokalisierbar.